# اليوم الدولي للقضاء على العنف الجنسي في حالات النزاع
اليوم الدولي للقضاء على العنف الجنسي في حالات النزاع (بالإنجليزية: International Day for the Elimination of Sexual Violence in Conflict)‏ هو حدث للأمم المتحدة، يُقام في 19 يونيو من كل عام، أقرته الجمعية العامة للأمم المتحدة سنة 2015، ويهدف إلى رفع مستوى الوعي بضرورة القضاء على العنف الجنسي في حالات النزاع، وتكريم الضحايا والناجين، وتكريم جميع الأشخاص الذين حاربوا ضد هذا العنف.

## وصلات خارجية
- الموقع الرسمي.